# Centropogon incanus
Centropogon incanus là loài thực vật có hoa trong họ Hoa chuông. Loài này được (Britton) Zahlbr. mô tả khoa học đầu tiên năm 1897.